# Nachlassgericht
Nach dem seit 1. September 2009 in Deutschland geltenden Gesetz über das Verfahren in Familiensachen und in den Angelegenheiten der freiwilligen Gerichtsbarkeit (FamFG) ist örtlich das Amtsgericht als Nachlassgericht am letzten gewöhnlichen Aufenthalt des Verstorbenen (§ 343 FamFG, § 23a GVG) zuständig. Für Ausschlagungen besteht seit 1. September 2009 zusätzlich eine besondere Zuständigkeit des Nachlassgerichts, in dessen Bezirk der Ausschlagende seinen gewöhnlichen Aufenthalt hat (§ 344 Abs. 7 FamFG). Abweichend davon waren in Baden-Württemberg gemäß § 38 des Landesgesetzes über die freiwillige Gerichtsbarkeit bis zum 31. Dezember 2017 die staatlichen Notariate als Nachlassgerichte zuständig. Seit dem 1. Januar 2018 sind auch hier die Amtsgerichte Nachlassgerichte.
Die sachliche Zuständigkeit der Nachlassgerichte umfasst die sog. Nachlasssachen gem. § 342 Abs. 1 FamFG wie die Erteilung des Erbscheins nach §§ 2353 ff. BGB. Aber auch die Verwahrung und Eröffnung von Testamenten und Erbverträgen, die Entgegennahme von Erbausschlagungserklärungen, die Bestellung eines Nachlasspflegers sowie die Ernennung und Entlassung eines Testamentsvollstreckers gehören zu den Aufgaben des Nachlassgerichts.
Entscheidungen des Nachlassgerichts können mit der Beschwerde angefochten werden, über die ein Zivilsenat des Oberlandesgerichts als zweite Tatsacheninstanz entscheidet (§§ 58 ff. FamFG). Dritte Instanz ist der Bundesgerichtshof, wenn das Oberlandesgericht die Rechtsbeschwerde zum BGH zulässt (§§ 70 ff. FamFG).

## Österreich
Das Nachlassgericht wird hier Verlassenschaftsgericht genannt. Siehe unter Verlassenschaftsverfahren.

## Schweiz
In der Schweiz wird unter dem Begriff Nachlassgericht nicht nur dasjenige Gericht verstanden, welches für die erbrechtlichen Belange zuständig ist, sondern auch diejenige gerichtliche Behörde, welche im Nachlassverfahren (inkl. einvernehmlicher privater Schuldenbereinigung) zu entscheiden hat.
Die Entscheidungen des Nachlassgerichts werden im summarischen Verfahren gefällt (Art. 25 Ziff. 2 lit. a SchKG).

## USA
In den USA befasst sich das Nachlassgericht (probate court) mit Fragen der Verteilung und der Verwaltung des Nachlasses. Das Nachlassgericht waltet über die gerechte Verteilung des Vermögens des Erblassers. Im Gegensatz zu Deutschland gilt der Nachlass (estate) in den USA als eine rechtsfähige Person (separate legal entity, corporate entity). Das Nachlassgericht entscheidet über die Gültigkeit von Testamenten, setzt die Bestimmung eines gültigen Testaments durch, verhindert Gesetzesübertretungen durch Nachlassverwalter. Es sorgt zudem für eine gerechte Verteilung der Vermögenswerte von Personen, die ohne gültiges Testament verstorben sind.

### Nachlass und Nachlassverwaltung
Der Nachlass geht in den USA nicht unmittelbar auf die Erben über, sondern an den Nachlassverwalter (den personal representative), einem persönlichen Rechtsnachfolger des Erblassers. Dieser kann im Testament festgelegt sein (in diesem Fall executor genannt) oder, falls kein Testament vorliegt, kein persönlicher Rechtsnachfolger bestimmt wurde oder derjenige an der Ausübung dieses Amtes gehindert ist, durch das Nachlassgericht bestellt werden (in diesem Fall administrator genannt). Der Nachlassverwalter hat in den USA eine grundlegend andere Rolle als etwa in Deutschland. Hervorzuheben ist:

„Durch die Ernennung bzw. Bestallung erlangt der persönliche Rechtsnachfolger des Erblassers zwar nur treuhänderische, nichtsdestoweniger aber tatsächliche Eigentumsrechte am Gesamtnachlass, die erst mit Abschluss der Auseinandersetzung des Nachlasses enden. Bis zu diesem Zeitpunkt haben die Erben keinerlei verbürgte Rechte am Nachlass, sondern lediglich eine Anwartschaft.“

Der Nachlassverwalter muss den Nachlass sichern, verwalten und abwickeln. Hierfür benötigt er ein Zeugnis über seine Rechte (grant of probate oder letters of administration), das das Nachlassgericht auf seinen Antrag hin ausstellt. Er muss ein Nachlassverzeichnis erstellen und der Steuerbehörde die Vermögensaufstellung für die Berechnung der Bundes- und Landes-Nachlasssteuer mitteilen. In dieser Aufstellung ist der Gesamtwert des Nachlasses am Todestag bestimmt, gegebenenfalls mit Hilfe professioneller Wertschätzungen von Immobilien oder Wertsachen und Auflistung von in den letzten Jahren vergebenen Geschenken. Der Nachlassverwalter muss ausstehende Steuererklärungen des Nachlassers einreichen und die Verbindlichkeiten einschließlich aller anfallenden Nachlass- und Erbschaftssteuern begleichen. Schließlich legt er dem Nachlassgericht den Verteilungsplan (final liquidation and distribution account) zur Genehmigung vor; im Allgemeinen besteht hierfür eine Frist von einem Jahr.
Der Nachlassverwalter steht in seiner Tätigkeit unter der Aufsicht des Nachlassgerichts. Auch die Erben, bzw. normalerweise der sie vertretende Anwalt in den USA, können sich an das Nachlassgericht wenden, beispielsweise um Akteneinsicht zu erhalten.

### Weitere Elemente der Nachlassplanung
In den USA ist es möglich, Vermögensgegenstände am eigentlichen Nachlass und damit am gerichtlichen Nachlassverfahren vorbei zu vererben. Beispielsweise kann zur Nachlassplanung ein Trust eingerichtet werden oder gemeinsames Eigentum getrennt behandelt werden.

#### Trust
Hauptartikel: Trust (Recht)
Bei einem Trust fällt dem darin bestimmten treuhänderischer Verwalter (trustee) die Aufgabe zu, das Vermögen des Trusts für die Begünstigten treuhänderisch zu verwalten. Bei einem Trust wird zwischen Einkommen (income) und Kapital (trust principal) unterschieden; es bestehen im Allgemeinen Unterschiede im Hinblick auf Zeitpunkte oder erforderliche Umstände für jeweilige Zahlungen aus dem Trust. Eine gerichtliche Aufsicht findet bei einem Trust in geringerem Umfang statt.
Für den Nachlassverwalter ebenso wie für den Trustee gilt, dass er, wenn er diese Rolle annimmt, dafür verantwortlich zeichnet, dass er die ihm zufallenden Aufgaben versteht und durchführt. Er sollte alle seine Handlungen und Entscheidungen dokumentieren. Er ist gegebenenfalls persönlich haftbar, beispielsweise wenn wegen verspätet beglichener Rechnungen unnötige Gebühren entstehen oder ein notwendiger Versicherungsschutz ausbleibt.

#### Joint Tenancy
In den USA, ähnlich wie auch beispielsweise im Vereinigten Königreich, spricht man von joint tenancy, wenn mehrere Personen Rechte an einem Gegenstand, etwa an einer Immobilie oder an einem Bankkonto, gemeinschaftlich haben. Dies ist von einem bloßen Miteigentum zu unterscheiden.